# Wilson Piedrahíta
Wilson Piedrahíta (San Gil, Santander, Colombia) es un entrenador de fútbol colombiano. Dirigió al América de Cali hasta el descenso, seguidamente fue director general de las divisiones menores de los diablos rojos hasta finales de 2013, actualmente dirige al equipo de Quepos Cambute en la Segunda División de Costa Rica.

## Carrera
Wilson Piedrahíta, un hijo de San Gil, Santander y quien vivió 13 años en Madrid, España donde estuvo trabajando de albañil, realizó un trabajo de canteras y divisiones menores de varios clubes de la Comunidad de Madrid, estuvo ligado por 5 años al AD Torrejón CF, donde incluso llegó a ser vicepresidente del equipo, ha manifestado identificarse con el estilo de José Mourinho. Paralelamente, alternó sus labores de entrenador con las de árbitro, llegando a arbitrar en la 1ª División Preferente castellano-manchega como árbitro principal y en Segunda División B como árbitro asistente. También en España fue donde estudió los tres niveles necesarios para entrenar en primera división. No contento con eso, amplió sus conocimientos como técnico estudiando un máster de la UEFA y más adelante de FIFA.
También es un exfutbolista, jugó tres años en la segunda división del Bucaramanga (86, 87 y 88) como defensa central y él dice que "Como defensa fui muy malo y lento"., llega al América a dirigir las divisiones menores en el 2010.

### América de Cali
Piedrahíta fue elegido el 6 de septiembre de 2011 por el América de Cali para reemplazar a Álvaro Aponte como técnico, debido a la derrota ante Atlético Nacional como local y por los miembros de la junta de la Corporación que no estaban de acuerdo con la continuidad de Aponte. Piedrahíta dirigió las divisiones menores del América donde tuvo un buen desempeño, como asistente técnico se nombró a Carlos Fernando Asprilla exintegrante de los diablos rojos.
Su primer juego dirigiendo el América concluyó con un empate (1:1) como visitante, el viernes 9 de septiembre en el Estadio Polideportivo Sur, contra Envigado. Y en su segundo juego en condición de local fue una victoria (2:1), el día sábado 17 de septiembre en el Estadio Pascual Guerrero, contra Itagüí. Después de 2 derrotas consecutivas una contra Junior (0:1) como local y contra el rival de patio como visitante el Deportivo Cali (2:0), el equipo tiene una racha de 5 partidos invicto, con 4 partidos consecutivos ganados contra el Atlético Huila (1:2)  en condición de visitante, contra Deportes Quindio (1:0) como local, contra Santa Fe (0:1) en como visitante, contra Cúcuta Deportivo (3:0) como local y el empate con La Equidad (1:1) en condición de local. En la 13ª fecha pierde el invicto como local con Medellín (1:2) con gol al último minuto y vuelve a sumar puntos de visitante con un empata contra Boyacá Chico (1:1).
Milagrosamente después de varios resultados irregulares y estar obligado a disputar la promoción, su equipo era uno de los que tenía las más remotas posibilidades de clasificar. Casi que dependía de un milagro para meterse en los cuartos de final del Torneo Finalización 2011. De hecho ocupaba la casilla 13 con 22 puntos, antes de la última fecha. Pero el milagro se le dio al equipo escarlata al golear 4-1 al Deportes Tolima, en Ibagué, con tantos de Rubén Darío Bustos, Fernando Cárdenas, Jairo Castillo y Andrés Valencia.
En los cuartos de final de la Liga su equipo perdió la serie con Once Caldas luego de haber empatado el primer juego en Cali y tener casi listo el segundo para los penales, América cayo faltando 10 minutos; sin embargo lo peor estaba por llegar el equipo enfrentó la serie de promoción con Patriotas de Boyacá, que superaron sorpresivamente a los 'diablos rojos' por la vía de los penales, lo cual causó el descenso de América a la Categoría Primera B, costándole el puesto de entrenador a Wilson Piedrahíta, que sin embargo siguió ligado al club como director de inferiores hasta finales de 2013, para el año siguiente 2014 se vincula como director técnico de las categorías infantil, pre juvenil y juvenil de la Liga de fútbol del Cauca; en 2015 dirige a la Selección Valle del Cauca.

## Clubes

### Como futbolista
| Club                 | País     | Año       |
| -------------------- | -------- | --------- |
| Atlético Bucaramanga | Colombia | 1986-1988 |

### Como entrenador
| Club                   | País       | Año           |
| ---------------------- | ---------- | ------------- |
| AD Torrejón CF         | España     | 2004-2008     |
| América Pedro Sellares | Colombia   | 2010-2011     |
| América de Cali        | Colombia   | 2011          |
| PFA Antioquia          | Costa Rica | 2023-2024     |
| Quepos Cambute F. C.   | Costa Rica | 2024          |
| San Migool Club        | Costa Rica | 2024-presente |

## Palmarés

### Campeonatos nacionales
| Título               | Equipo                 | País     | Año  |
| -------------------- | ---------------------- | -------- | ---- |
| Preferente de Madrid | A.D. Torrejón C.F.     | España   | 2007 |
| Nacional Prejuvenil  | Valle del Cauca Sub-17 | Colombia | 2015 |